# Aldege „Baz” Bastien Memorial Award
Aldege "Baz" Bastien Memorial Award – nagroda przyznawana każdego sezonu w lidze American Hockey League najlepszemu bramkarzowi sezonu. Nagroda przyznawana jest przez media i zawodników AHL. Nagroda została nazwana od managera Pittsburgh Penguins Aldega Bastiena. 

## Lista nagrodzonych
- 2015-2016 - Peter Budaj, Ontario Reign[1]
- 2014-2015 - Matt Murray, Wilkes-Barre/Scranton Penguins
- 2013-2014 - Jake Allen, Chicago Wolves
- 2012–2013 - Niklas Svedberg, Providence Bruins
- 2011–2012 - Yann Danis, Oklahoma City Barons
- 2010–2011 - Brad Thiessen, Wilkes-Barre/Scranton Penguins
- 2009–2010 - Jonathan Bernier, Manchester Monarchs
- 2008–2009 - Cory Schneider, Manitoba Moose
- 2007-2008 - Michael Leighton, Albany River Rats
- 2006-2007 - Jason LaBarbera, Manchester Monarchs
- 2005–2006 - Dany Sabourin, Wilkes-Barre/Scranton Penguins
- 2004–2005 - Ryan Miller, Rochester Americans
- 2003–2004 - Jason LaBarbera, Hartford Wolf Pack
- 2002–2003 - Marc Lamothe, Grand Rapids Griffins
- 2001–2002 - Martin Prusek, Grand Rapids Griffins
- 2000–2001 - Dwayne Roloson, Worcester IceCats
- 1999–2000 - Martin Brochu, Portland Pirates
- 1998–1999 - Martin Biron, Rochester Americans
- 1997–1998 - Scott Langkow, Springfield Falcons
- 1996–1997 - Jean-Francois Labbe, Hershey Bears
- 1995–1996 - Manny Legace, Springfield Falcons
- 1994–1995 - Jim Carey, Portland Pirates
- 1993–1994 - Frederic Chabot, Hershey Bears
- 1992–1993 - Corey Hirsch, Binghamton Rangers
- 1991–1992 - Félix Potvin, St. John’s Maple Leafs
- 1990–1991 - Mark Laforest, Binghamton Rangers
- 1989–1990 - Jean-Claude Bergeron, Sherbrooke Canadiens
- 1988–1989 - Randy Exelby, Sherbrooke Canadiens
- 1987–1988 - Wendell Young, Hershey Bears
- 1986–1987 - Mark Laforest, Adirondack Red Wings
- 1985–1986 - Sam St. Laurent, Maine Mariners
- 1984–1985 - Jon Casey, Baltimore Skipjacks
- 1983–1984 - Brian Ford, Fredericton Express